# 단기외자
단기외자(短期外資)는 지불 기한이 1년 이내의 외자를 가리키는 단어이다. 이것은 수입 유전수를 제외하면 부동성이 높은 자본이다. 그러므로 외화 준비고를 크게 증감시키는 요소가 된다.